# Хоккейный свитер

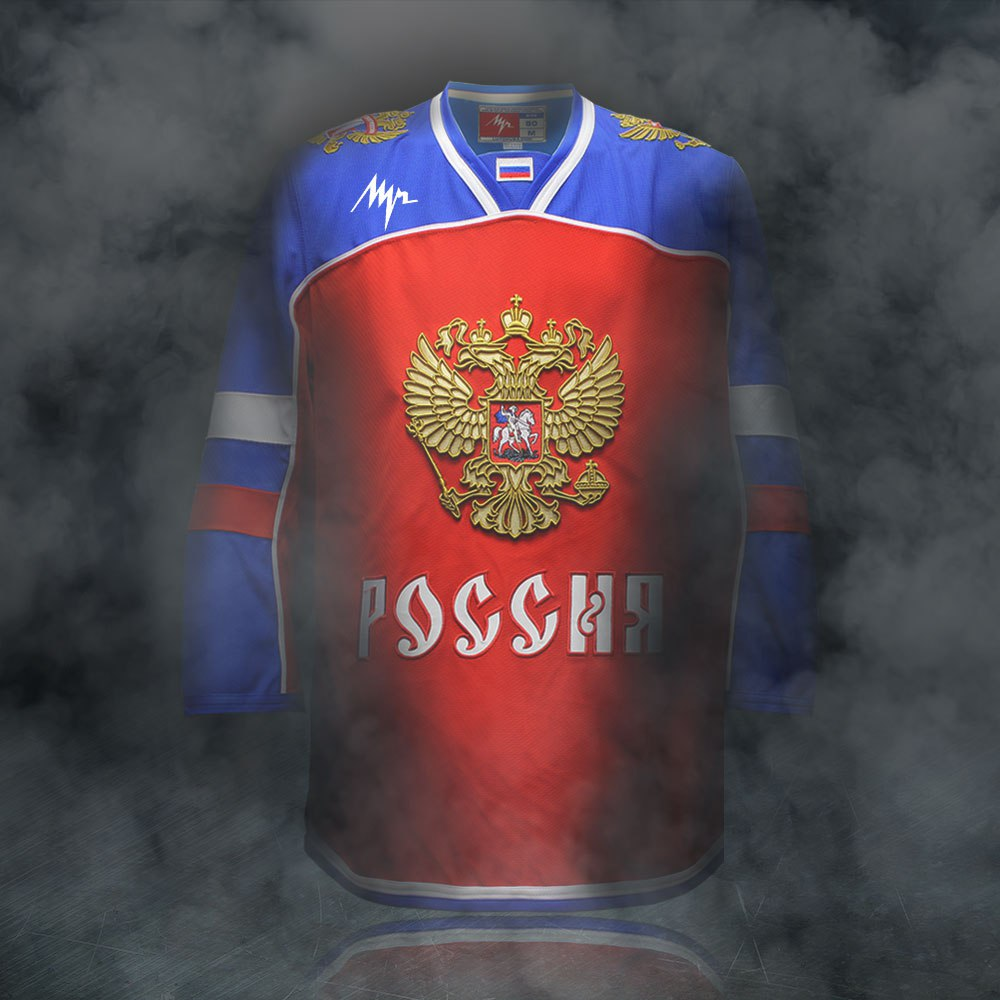
Хоккейный свитер Сборной России

Хоккейный свитер (хоккейная фуфайка, сетка, майка) — составляющая верхняя часть хоккейной формы игрока в хоккее на льду с шайбой или мячом. Свитер надевается поверх хоккейной экипировки и предназначен для обозначения принадлежности хоккеиста к команде (клубу) и распознавания отдельного игрока по номеру и фамилии.

## История

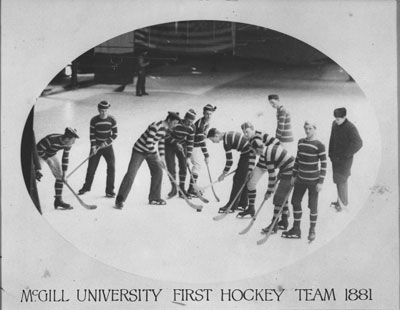
Первая хоккейная команда 1881 год.

С зарождением хоккея на льду с шайбой в Канаде первые хоккейные свитера команд были вязанными и имели различия только в цветах. По мере развития хоккея как игры форма также и совершенствовалась и видоизменялась. Каждая команда хотела выделиться и запомниться своей индивидуальностью не только в игре, но и по внешнему виду. С приобретением популярности этого вида спорта и увеличением числа игравших команд, как знаки отличия стали наносится эмблемы и логотипы команд, в последующем номера и фамилии. Существенным преобразованием хоккейного свитера явилось смена материала, из которого он изготавливался. Развитие науки в области химии открыло для хоккейной формы ткань из не натуральных, химических компонентов, особых свойств - полиэстер. Что дало дальнейшее широкое развитие разнообразности свитеров по внешнему виду и качеству исполнения.

## Современные хоккейные свитера

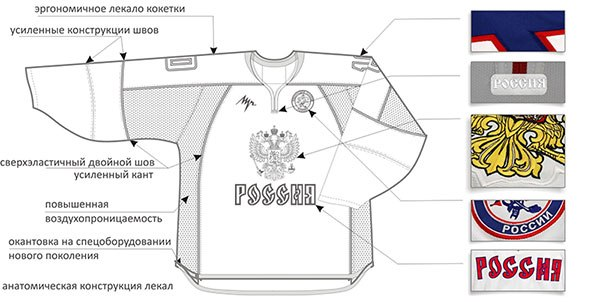
Анатомия хоккейного свитера.

Современный хоккейный свитер является результатом совмещения более чем столетнего опыта игры в хоккей с современными технологиями. Сейчас в производстве формы учитываются все недостатки и преимущества фуфаек прошлых лет. Свитер изготавливается из материала полиэстер, что придает ему необычайную легкость, воздухопроницаемость, прочность, а также яркость и насыщенность используемых цветовых гамм. Применяются ткани различной фактуры и свойств, при их комбинировании форма практически не имеет недостатков своих предшественниц.
Самым широко распространенным методом нанесения рисунка и логотипов является сублимация. Но в этой области профессиональные хоккейные клубы стремятся использовать тенденции прошлых лет, используя в своей форме выполнение рисунка сшиванием тканей различных цветов, а также элементы вышивки логотипов, номеров и фамилий. Основной недостаток такого свитера становится его немалый вес, что вносит свои затруднения в игру хоккеиста, хотя внешний вид и качество этой формы остается непревзойденным.

## Размещение элементов на свитере

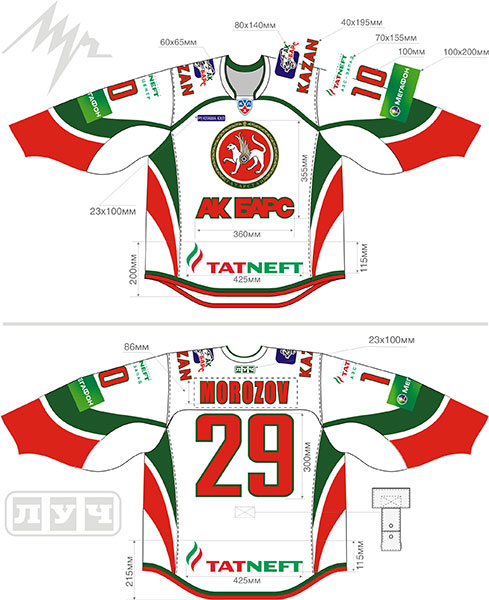
Размещение эмблем, номеров, фамилий и реклам на свитере ХК Ак Барс сезона 2011-2012.

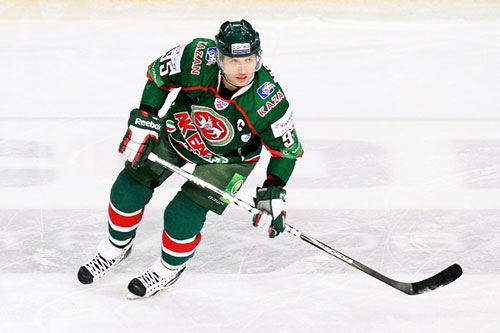
Капитан ХК Ак Барс А.Морозов в новой форме сезона 2011-2012.

Регламент размещения на хоккейном свитере логотипов, номеров и фамилий имеет сравнительно общий вид для команд и клубов во всём мире (например, Спортивный регламент КХЛ). Все эти критерии по расположению основаны на визуальном восприятии хоккеиста на льду. Но всё-таки существуют некие различия «внешности» свитера в зависимости от её использования в различных чемпионатах, лиг, странах. Так, например, для сравнения, форма игроков НХЛ лишена рекламных логотипов спонсоров клубов и лиги, что нельзя сказать о форме большинства европейских клубов и клубов КХЛ. Есть различия и в максимально допустимых размерах эмблем и логотипов, номеров и фамилий, а также расстояния между ними. Существуют правила транслитерации фамилий игроков, использующиеся в национальных и международных соревнованиях по хоккею с шайбой.

## Виды свитеров

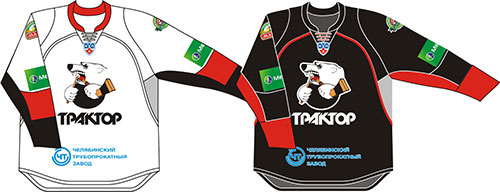
Хоккейные свитера ХК Трактор сезона 2011-2012.

Практически у каждой из команд или клуба существуют два, а то и больше видов формы. В основном это комплекты форм:
- домашний;
- гостевой или выездной.

В КХЛ домашней формой является тёмный вариант свитеров, а выездной соответственно светлый. Получается, сразу можно определить по фото или видео где играл тот или иной хоккейный клуб и кто из них «хозяин», а кто «гость».
В случае, если цвета формы или шлемов играющих команд совпадают или малоразличимы, команда-«хозяин» по указанию Главного судьи матча должна сменить игровую форму или шлемы соответственно. Спортивный регламент КХЛ (стр.19)

## Классификация хоккейных свитеров
Помимо этого хоккейная форма классифицируется в зависимости от её строения и применения:
1. Профессиональная анатомическая;
2. Профессиональная;
3. Реплика;
4. Любительская;
5. Тренировочная;
6. Сувенирная (болельщика).

1. Профессиональная анатомическая – используется для профессиональных занятий спортом, изготавливается путём сочетания тканей различной структуры, с хорошей воздухопроницаемостью, что значительно облегчает свитер. Силуэт полуприлегающий, спинка удлиненная, пришивается крепление майки к защите, рукав повторяет форму тела с ярко выраженной локтевой частью рукава. Рисунок на изделие наносится методом сублимационной печати, чернилами на водной основе, либо хоккейный свитер может быть сшивным из гладкоокрашенных (цветных) тканей. По желанию - логотипы, номера, фамилии игроков могут быть нанесены вышивкой или аппликацией;
2. Профессиональная – прямой силуэт. Для лучшей воздухопроницаемости в боковых швах притачиваются двойные вставки из сетки. Рукава в области локтя усилены подлокотниками. По всем швам соединения деталей, кроме боковых швов, проложена отделочная строчка. Рисунок на изделие наносится методом сублимационной печати, чернилами на водной основе. По желанию - логотипы, номера, фамилии игроков могут быть нанесены вышивкой или аппликацией;
3. Реплика — точная копия профессиональной майки, прямой силуэт, для лучшей воздухопроницаемости в боковых швах притачиваются ластовицы из сетки. Воротник выполнен из эластичных материалов. Рукава в области локтя усилены подлокотниками. Дополнительная обработка нижнего края для утяжеления и сохранения формы. Рисунок на изделие наносится методом сублимационной печати, чернилами на водной основе. Изготавливается также с двойными вставками из сетки - для лучшей воздухопроницаемости – такие же как и у профессиональной;
4. Любительская – прямой силуэт, позиционируется как игровой свитер любительских команд. Метод изготовления такой же, что и реплика, но рукава в области локтя усилены подлокотниками; дополнительная обработка нижнего края для утяжеления и сохранения формы; собственный дизайн нанесения рисунка любительской команды;
5. Тренировочная — однотонная, простой крой, м.б. с нанесением символики клуба или мини рисунка (метод сублимацией) или без нанесения символики клуба;
6. Сувенирная (болельщика) — простой крой — копия клубной майки с сохранением цветовой гаммы и логотипа клуба, наносится методом сублимационной печати, чернилами на водной основе, без нанесения фамилий, номеров и рекламы, которые были у игровой майки.